# Bitwa pod Kłeckiem (1313)
Bitwa pod Kłeckiem (1313) – po śmierci księcia głogowskiego Henryka III głogowskiego zmarłego 9 grudnia 1309 roku, władzę przejęli synowie. Współrządy nie trwały długo i 29 lutego 1312 roku nastąpił podział dziedzictwa ojcowego. Henryk IV Wierny wraz z młodszymi braćmi, Janem ścinawskim i Przemkiem głogowskim otrzymał Żagań i Poznań. Konrad I oleśnicki otrzymał Namysłów i Kalisz natomiast Bolesław oleśnicki Księstwo Oleśnickie wraz z Gnieznem. Podział kraju bez uwzględnienia tradycji, potrzeb i dążeń panów wielkopolskich, zrzeczenie się praw do Pomorza Gdańskiego na rzecz Brandenburgii i  faworyzowanie niemieckich doradców wywołało bunt rycerstwa przeciwko synom Głogowczyka. Buntowników poparł kościół w osobach arcybiskupa gnieźnieńskiego Jakuba Świnki i biskupa poznańskiego Andrzeja Zaremby rzucając klątwę na synów Henryka III głogowskiego. Zaskoczeni rozwojem wypadków książęta głogowscy nie zdołali skutecznie powstrzymać rebelii, zaś wysłane oddziały pod dowództwem Janusza z Bibersteinu doznały klęski niedaleko Kłecka. Obroną miasta i zamku kierował zapewne komes Albrecht z Kłecka, natomiast decydującą bitwą dowodził wojewoda poznański, Dobrogost z Szamotuł h. Nałęcz. Wypadki w Wielkopolsce z 1313, które były najprawdopodobniej inspirowane przez Władysława Łokietka i pozwoliły mu na całkowite opanowanie Wielkopolski i wcielenie jej do korony w 1314 roku.
Bitwa w relacji Jana Długosza (1415-1480):

Henryk książę Wielkopolski i Głogowski, widząc zniechęcone ku sobie i zapalone z największą nienawiścią umysły Wielkopolskich panów, z powodu pogwałcenia niektórych praw ich i zwyczajów, i usiłując przytłumić wzmagające się zarzewie buntu, wysłał do ziemi Wielkopolskiej Janusza grabię nazwiskiem Beberstein z silnom wojskiem, nie tylko z własnych krajowców ale i z Niemców złożonom. Który gdy naprzód zamek Kłecko oblegać począł, Dobrogost z Szamotuł, zwany Małym (Parvus) herbu Nałęcz, sp niegdy Tomisława wojewody Poznańskiego, zebrawszy z Polaków dość znaczne wojsko, wyszedł przeciwko Januszowi Beberstein, i stoczywszy bitwę, w której wiele ludu z obojej strony poległo, rzeczonego Janusza Beberstein poraził na głowę, i wszystek obóz jego ze znaczną zdobyczą opanował.